# Atarba columbiana
Atarba columbiana är en tvåvingeart som beskrevs av Alexander 1913. Atarba columbiana ingår i släktet Atarba och familjen småharkrankar.
Artens utbredningsområde är Colombia. Inga underarter finns listade i Catalogue of Life.